# Ketil Hvoslef
Ketil Hvoslef, född 19 juli 1939 i Fana i Bergen (som Ketil Sæverud), är en norsk tonsättare. Han är son till Harald Sæverud, en av Norges största tonsättare.
Hvoslef fick utbildning i viola- och orgelspel vid Musikkonservatoriet i Bergen och studerade därefter vidare i London, Köpenhamn och Stockholm. Han har komponerat för orkester, stråkkvartett, piano och orgel. Hvoslef har även skrivit musik för TV-program och film. Han har också komponerat operan Barabbas.

## Verk (i urval)
- Orgel
- Orgelvariasjoner  (1972)
- Organo Solo (1974)
- Påskevariasjoner  (1986)
- Toccata - Fontana dell'Organo, Villa d'Este  (1988)
- Revidert åpenbaring  (1991)
- Passacaglia (1997–1998)
- Hvoslef Concerto for Piano and Orchestra, Ein Traumspiel, Barabbas. Leif Ove Andsnes, Bergen Philharmonic Orchestra, Edward Gardner.  (SIMAX 2020)